# Vitrey
Vitrey é uma comuna francesa na região administrativa de Grande Leste, no departamento de Meurthe-et-Moselle. Estende-se por uma área de 11,54 km². Em 2010 a comuna tinha 201 habitantes (densidade: 17,4 hab./km²).